# Diego Moreno Cledera
Diego Moreno Cledera (Villa del Río, provincia de Córdoba, 18 de enero de 2002) es un futbolista español que juega como lateral izquierdo en el Valencia C. F. Mestalla de la Segunda Federación.

## Trayectoria
ES de mi pueblo chachooo Córdoba CF, en 2020 se marcha al Real Valladolid para jugar en su equipo juvenil. El 12 de abril de 2021 renueva su contrato con el club hasta 2023, y el siguiente 9 de octubre debuta con el filial al entrar como suplente en los minutos finales de una derrota por 1-0 frente al Extremadura UD en la Primera Federación.
Logra debutar con el primer equipo el 12 de noviembre de 2022 al partir como titular en una victoria por 0-2 frente a la UD Barbadás en la Copa del Rey.
Fichó por el Valencia C. F. Mestalla de la Segunda Federación en verano de 2023.

## Clubes
Actualizado al último partido disputado el 14 de mayo de 2023.
| Club                     | País          | Año           | Partidos | Goles |
| ------------------------ | ------------- | ------------- | -------- | ----- |
| Real Valladolid Promesas | España        | 2021-2023     | 55       | 1     |
| Real Valladolid C. F.    | España        | 2022-2023     | 1        | 0     |
| Valencia C. F. Mestalla  | España        | 2023-Act.     |          |       |
| Total carrera            | Total carrera | Total carrera | 56       | 1     |